# Andris Keišs
Andris Keišs (* 26. November 1974 in Jelgava, LSSR, Sowjetunion) ist ein lettischer Theater- und Filmschauspieler, der mehrere nationale Auszeichnungen erhielt.

## Leben
Keišs verließ 1993 die Jelgavas 4. vidusskola in Jelgava. Anschließend besuchte er die Lettische Kulturakademie in Riga mit dem Schwerpunkt Theaterschauspiel, die er 1997 abschloss. Er ist ein gefragter Bühnendarsteller und wurde zweimal als Schauspieler des Jahres durch seine Leistungen in den Stücken Latvian Stories, Month in the Fields und Lize Luize im Jahr 2005 und Otello im Jahr 2011 ausgezeichnet. 2015 erhielt er den Drei-Sterne-Orden als Offizierskreuz für herausragende Leistungen im Bereich des Schauspiels. 2017 gewann er den Harry Liepins Award.
Seit den 2000er Jahren ist er auch als Schauspieler für Film- und Fernsehproduktionen tätig. 2007 war er in insgesamt 165 Episoden der Fernsehserie Neprata cena in der Rolle des Raimonds zu sehen. Größere Filmrollen übernahm er 2007 in Die letzte Front – Defenders of Riga, 2017 im russischen Film Loveless oder auch 2018 in The King’s Ring – Die letzte Schlacht.
Er ist mit der Opernsängerin Kristīne Zadovska verheiratet. Das Paar hat zwei Kinder.

## Filmografie
- 2000: Kazas (Kurzfilm)
- 2001: Salda Indes Garsa (Fernsehserie)
- 2001: Verhextes Land (Pa celam aizejot)
- 2002: Inspektors Grauds (Fernsehserie)
- 2005: Glut
- 2007: Die letzte Front – Defenders of Riga (Rīgas sargi)
- 2007: Neprata cena (Fernsehserie, 165 Episoden)
- 2008: Vieniga Fotografija
- 2009: Fieldwork (Kurzfilm)
- 2009: Medibas
- 2010: Rudolfa mantojums
- 2010: Serzanta Lapina atgriesanas
- 2010: Latvian Rose
- 2011: Kolka Cool
- 2011: Zabytyy (Mini-Serie, 4 Episoden)
- 2012: Odinokiy ostrov
- 2015: Zuduso draugu meklejot (Kurzfilm)
- 2015: Ausma
- 2015: Syn (Mini-Serie, 3 Episoden)
- 2015: Pa-Pa (Kurzfilm)
- 2017: Tas, ko vini neredz
- 2017: Loveless (Nelyubov/Нелюбовь)
- 2017: Magic Kimono
- 2018: The King’s Ring – Die letzte Schlacht (Nameja gredzens)
- 2018: Homo Novus
- 2019: Tiché doteky
- 2019: Jekabs, Mimmi un runajosie suni (Sprechrolle)
- 2019: Jelgava 94
- 2019: Nekas mus neaptures
- 2020: Kino un mes
- 2020: Lost Without a Trace (Fernsehserie, 3 Episoden)
- 2020: Agentura (Mini-Serie)
- 2025: Zwei Staatsanwälte (Два прокура)